# Chapelle Saint-Pierre de Villefranche-sur-Mer
La chapelle Saint-Pierre dite chapelle Cocteau est une chapelle de pêcheurs décorée par Jean Cocteau à Villefranche-sur-Mer, dans le département français des Alpes-Maritimes.

## Localisation
La chapelle Saint-Pierre est située au pied de la vieille ville de Villefranche-sur-Mer, quai Courbet à l'entrée du port de la Santé.

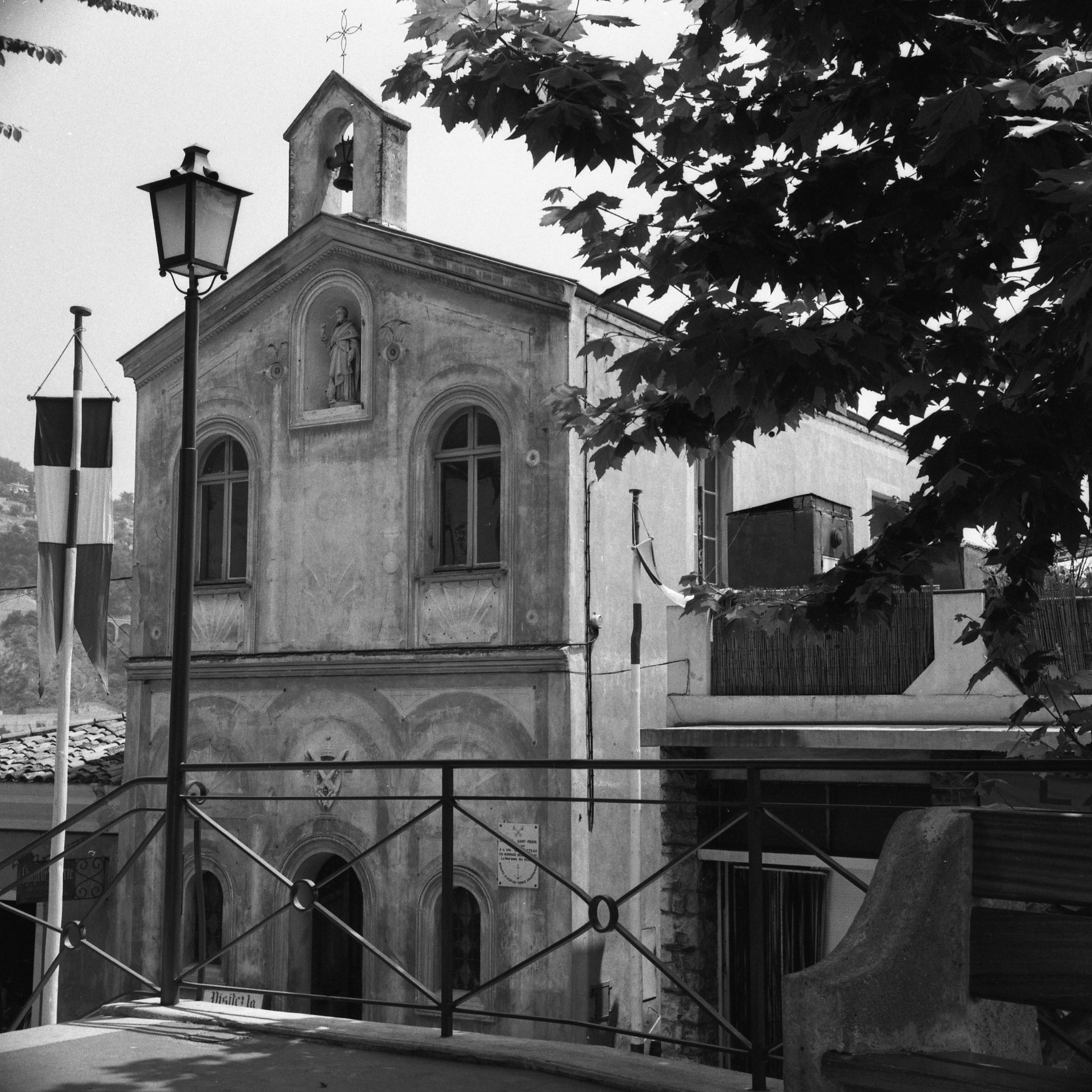
Vue de la chapelle en 1970.

## Historique
La chapelle Saint-Pierre, chapelle des pêcheurs de Villefranche-sur-Mer, date vraisemblablement de la deuxième moitié du XVIe siècle.
Progressivement à l'aspect religieux s'est ajouté un usage plus matériel : Le bâtiment était utilisé comme remise pour les filets et le matériel des pêcheurs. Ainsi que le montrait une inscription sur sa façade au début du XXe siècle, il était le tribunal de pêche où les pêcheurs de la Prud'homie des pêcheurs de Villefranche réglaient leurs litiges.
En 1957, Jean Cocteau a conçu et réalisé un décor peint qui recouvre toute la surface intérieure de la chapelle. Il est intervenu aussi sur la façade.
C'est la première chapelle peinte par Cocteau. Elle comporte cinq scènes principales, deux évoquent la vie méditerranéenne et les trois autres relatent des épisodes de la vie de saint Pierre.
On peut voir des chandeliers ayant la forme de visages humains dont l'Apocalypse pourrait dire :

« Et ces chandeliers avaient un nez et une bouche et ces chandeliers avaient un œil, et cet œil regardait l'agneau. »

Des artistes et des artisans locaux ont apporté leur concours.
Dans une préface Jean Cocteau cite un certain nombre d'intervenants :
- le peintre Jean-Paul Brusset pour le report sur les murs des groupes dessinés par Cocteau[7], grâce à une sorte de lanterne magique ;
- Pierre Béchon[8] qui a repassé les traits faits par Cocteau après la mise en place de l'ensemble ;
- les céramistes près de Mougins qui ont réalisé les deux chandeliers de l'apocalypse ;
- le tailleur de pierre qui a sculpté l'autel dans un bloc de La Turbie ;
- Triquenot qui a surveillé l'opération et lui a fabriqué les couleurs ;
- l'électricien de Villefranche, Robert Esposito, qui a assuré la mise en place de l'éclairage ;
- le maçon, Jean Mencaraglia aidé de Jean-Antoine Favole, qui a rectifié les murs romans.

Charlie Chaplin visite la chapelle en compagnie de Jean Cocteau le 18 juillet 1957. Elle est inaugurée par une messe le 30 juin. Elle appartient toujours à la Prud'homie des pêcheurs de Villefranche.
Cette chapelle fait l’objet d’une classification au titre des Monuments historiques depuis le 27 décembre 1996. Elle a reçu le label « Patrimoine du XXe siècle » le 1er mars 2001.